# Lesley Nicol
Pour les articles homonymes, voir Nicol.
Lesley Nicol est une actrice britannique née en 1953 à Manchester en Angleterre. Elle est connue pour son rôle de Mme Patmore dans la série télévisée Downton Abbey.

## Biographie
Elle naît d'un père écossais et d'une mère galloise également actrice. C'est au cours de ses études à Manchester qu'elle s'engage au théâtre de la Manchester Central Library. Puis elle étudie à la Guildhall School of Music and Drama de Londres.
Parmi les rôles qu'elle tient par la suite, Lesley Nicol se fait connaître en jouant dans deux adaptations télévisées des romans de C. S. Lewis, Le Lion, la Sorcière blanche et l'Armoire magique pour la BBC en 1988 ainsi que Le Fauteuil d'argent en 1990.
Elle apparaît dans de nombreuses séries télévisées britanniques, joue au théâtre et obtient un rôle dans la comédie musicale Mamma Mia ! produite par le West End theatre, y participant de 2000 à 2002.
De 2010 à 2015  Nicol incarne Beryl Patmore, une cuisinière et personnage régulier de la série britannique Downton Abbey de Julian Fellowes. Elle reprend son rôle dans le film Downton Abbey en 2019 et dans Downton Abbey 2 : Une Nouvelle Ère en 2022.

## Filmographie

### Cinéma
- 1999 : Fish and Chips : Tante Annie
- 2010 : Fish and Chips 2 (en) : Tante Annie
- 2013 : Broken Cove : Mary Golightly
- 2016 : SOS fantômes : Mrs Potter
- 2019 : Downton Abbey de Michael Engler : Beryl Patemore
- 2022 : Downton Abbey 2 : Une nouvelle ère (Downton Abbey : A New Era) de Simon Curtis : Beryl Patemore
- 2025 : Downton Abbey 3 de Simon Curtis : Beryl Patemore